# منتخب سنغافورة لكرة القدم للسيدات
منتخب سنغافورة الوطني لكرة القدم للسيدات (بالإنجليزية: Singapore women's national football team)‏ هو ممثل سنغافورة الرسمي في المنافسات الدولية في كرة القدم للسيدات.